# Tehnologia universului Dune
Tehnologia universului Dune e un aspect cheie al cadrului fantastic al seriei de romane science fiction Dune, scrisă deFrank Herbert, și al lucrărilor derivate. Conceptele și invențiile lui Herbert au fost analizate și descrise în cel puțin o carte, intitulată The Science of Dune (2008). Primul roman al lui Herbert din această serie, publicat în 1965 și intitulat Dune, este considerat unul dintre cele mai mari romane science fiction ale tuturor timpurilor, și este frecvent considerat cel mai bine vândut roman de science fiction din istorie. Dune și cele cinci urmări scrise de Herbert descriu interacțiunile complexe și multilaterale dintre politică, religie, ecologie și tehnologie, printre alte teme.
Jihadul Butlerian, un eveniment din poveștile anteriore ale universului lui Herbert, duce la scoaterea în afara legii a anumitor tehnologii, în principal Mașini gânditoare, termen colectiv pentru calculator și inteligență artificială de orice fel. Această interdicție constituie o influență-cheie asupra naturii universului imaginar al lui Herbert. În Dune, la zece mii de ani după acest jihad, mai persistă încă mantra lui esențială:
| “                                                                          | Să nu-ți faci o mașină asemenea minții umane. | ” |
| — Dune, "Terminologia Imperiului: Jihad, Butlerian" , Frank Herbert (1965) |                                               |   |

## Armele atomice
Atomicele este termenul utilizat pentru a se face referire la arme nucleare în Universul Dune. Ca și armele nucleare din lumea realǎ, atomicele derivǎ probabil din forța lor distructivǎ produsă de reacții nucleare, și Herbert noteazǎ cǎ „radiația persistǎ” dupǎ ce au fost folosite. Totuși, autorul nu se adâncește în detaliile tehnologiei sau exploreazǎ cum ar fi putut evolua în viitorul îndepǎrtat din Dune.
În romanele inițiale, Marile Case ale Landsraadului dețin "atomice de familie" ca și o moștenire de familie, păstrând un depozit secret în siguranță ca arme de urgență în războaiele lor. Deși asemenea posesii sunt necesare pentru asigurarea energiei, utilizarea atomicelor împotriva oamenilor violeazǎ interdicția primalǎ a  Marii Convenții, "armistițiul universal pus în aplicare sub puterea echilibratǎ pǎstratǎ de Ghildǎ,de Marile Case, și de Imperiu." Paul Atreides noteazǎ în Dune cǎ "Limbajul Marii Convenții este destul de clar: Utilizarea atomicelor împotriva oamenilor  ar trebui sǎ fie cauza distrugerii planetare." Însǎși atomicele reprezintǎ descurajare militarǎ — orice Casǎ care încalcǎ flagrant Marea Convenție (ca și utilizarea atomicelor în mod liber în rǎzboi) înfruntǎ posibilitatea represaliilor masive din partea oricǎrui alt numǎr de Case. Cum Paul noteazǎ în Mântuitorul Dunei (1969), "Orice Familie din Imperiul meu ar putea astfel implementa atomicele sale pentru a distruge bazele planetare a cincizeci sau mai multe alte Familii."
Un tip de arme atomice este arzǎtorul de pietre, a cǎrui explozie și radiație poate fi reglată cu precizie în funcție de efectul dorit. Arzătoarele de pietre emit "Raze J", o formă de radiație care are tendința de a distruge țesutul ochiului(umoarea apoasă) a supraviețuitorilor exploziei inițiale. Dacă deține suficientă putere, un arzător de pietre își poate crea un drum către centrul unei planete, distrugând-o:
| “ | Paul rămase tăcut, gândindu-se ce ar putea implica această armă. Prea mult combustibil și și-ar face drum către centrul unei planete.Interiorul topit a Dunei se afla la adâncime, dar este mult mai periculos pentru aceasta. Asemenea presiuni eliberate și necomtrolate ar putea secționa planeta, împrăștiind bucăți fără viață prin spațiu. | ” |

### Seria originală
În Dune, Paul utilizează un dispozitiv atomic la suprafața Arrakisului pentru acrea o potecă printr-un sălbatic defileu a unui munte din deșert, numit Scutul de Piatră. He considers this act to be in accordance with the Great Convention because the atomics are not used against humans, but rather against "a natural feature of the desert." A stone burner is used in an attempt to assassinate Paul in Dune: Messiah; he survives but is blinded for the rest of his life. In God Emperor of Dune (1981), the God Emperor Leto II notes that since his 3,500-year reign began he has "searched out all of the Family atomics and removed them to a safe place."

### Prolog
În Preludiul Dunei, de Brian Herbert și Kevin J. Anderson (1999–2001) este revelat că o Casă a Landsraadului a devastat capitala Împăratului Padișah, Salusa Secundus, cu arme atomice, planeta devenind nelocuibilă.

## Tancul Axlotl
Tancurile Axlotl

## Ghola
Un ghola este o creatură ficțională din Universul Dune creat de Frank Herbert.

## Distraiul
Un distrai este un costum corporal ficțional din Universul Dune al lui Frank Herbert, introdus pentru prima oară în romanul din 1965 Dune(roman) și care apare în fiecare roman următor al seriei.